# Marcel Krueger
Marcel Krueger (* 1977 in Solingen als Marcel Krüger) ist ein deutsch-irischer Schriftsteller, Herausgeber und Übersetzer.

## Leben
Nach dem Abschluss der Mittleren Reife und einer Ausbildung zum Kaufmann im Einzelhandel in Solingen arbeitete Marcel Krueger zuerst als Radio-DJ, Konzertmanager und Musiker in der Heavy-Metal-Szene in Nordrhein-Westfalen, bevor er 2006 nach Irland auswanderte. Seit 2009 veröffentlicht er als Essayist auf Englisch und Deutsch Texte über Erinnerung, Identität und Landschaften in Europa. Ein wesentlicher Fokus seiner Arbeit liegt auf der Geschichte von Deutschland, Irland und Polen und den Beziehungen der Länder heute. Marcel Kruegers zahlreiche Artikel und Essays sind u. a. in The Guardian, der Irish Times, Slow Travel Berlin, New Eastern Europe und dem Dialog Forum erschienen, und er arbeitet als Mitherausgeber des Literaturmagazins Elsewhere – A Journal of Place. Von der Jury des Deutschen Kulturforums östliches Europa wurde er 2019 zum Stadtschreiber von Allenstein/Olsztyn gewählt, wurde 2020 mit einem Residenzstipendium im Heinrich-Böll-Cottage auf Achill Island ausgezeichnet und erhielt 2023 den Tyrone Guthrie Center Regional Bursary Award der Grafschaft Louth. Zusammen mit seiner Frau, der Kuratorin und Kulturmanagerin Anne Mager, betreibt er seit 2017 das interdisziplinäre Kulturprojekt the corridor, das sich mit den irischen Grenzraum-Erfahrungen künstlerisch auseinandersetzt.
Marcel Krueger vermittelt seit 2019 ebenso die Geschichte der eigenen Familie und deutsch-polnischer Identitäten in Lesungen, Vorträgen und Creative Writing Workshops gerade für junge Menschen, zum Beispiel an der Universität Warschau, dem Irish Writers Center Dublin, der Universität Breslau/Wroclaw, der Universität Ermland-Masuren, der deutschen Botschaft Dublin oder dem Polenstammtisch des Auswärtigen Amtes in Berlin.

## Publikationen
- Berlin. A Literary Guide for Travellers. Bloomsbury, London 2016, ISBN 978-0-85772-864-7.
- Babushkas Journey. The Dark Road to Stalins Wartime Camps. Bloomsbury, London 2018, ISBN 978-1-78672-384-0.
  - Von Ostpreußen in den Gulag: Eine Reise auf den Spuren meiner Großmutter. Reclam Verlag, Ditzingen 2019, ISBN 978-3-15-011172-7 (deutsch, übersetzt von Holger Hanowell).
- Iceland. A Literary Guide for Travellers. Bloomsbury, London 2020, ISBN 978-1-78831-148-9.
- Island: Eine Insel und ihre Bücher. Reclam-Verlag, Ditzingen 2021, ISBN 978-3-15-011314-1.

Anthologien
- Slow Travel Berlin: 100 Favourite Places. Slow Travel Berlin, Berlin 2013, ISBN 978-0-9910111-2-4. Beitrag "The Secret Watchtower".
- The New Frontier: Reflections From the Irish Border. New Island, Dublin 2021, ISBN 978-1-84840-816-6. Beitrag "A Topography of Wounds".
- „ALLES IST TEURER ALS UKRAINISCHES LEBEN“ – Texte über Westsplaining und den Krieg. edition.fotoTAPETA, Berlin 2023, ISBN 978-3-949262-29-6. Beitrag "Historische Ignoranz? Deutschlands Erinnerungskultur und die deutsche Reaktion auf die russische Invasion der Ukraine".
- Martha. Eine zuverlässige Rathgeberin in der Kochkunst und in den meisten anderen Zweigen der Hauswirthschaft. Wydawnictwo Naukowe UMK, Toruń 2024, ISBN 978-83-231-6023-6. Beitrag “Eine Folge der unruhigen Nächte und des erschöpfenden Kummers”